# Nemonyx lepturoides
Nemonyx lepturoides – gatunek chrząszczy z nadrodziny ryjkowców i rodziny ryjoszowatych (Nemonychidae). Zasiedla zachodnią Palearktykę. Zarówno larwy jak i owady dorosłe są monofagami ostróżeczki polnej.

## Opis
Chrząszcz o ciele długości od 4,2 do 5,9 mm, w pokroju wydłużonym, włącznie z odnóżami i czułkami ubarwionym czarno, z wierzchu porośniętym stosunkowo gęstym owłosieniem barwy szarej, w które wmieszane są jeszcze pojedyncze sterczące włoski barwy ciemnej. Głowa jest szersza niż dłuższa, a na wysokości dużych, półkulistych oczu mniej więcej tak szeroka jak przedplecze. Gruby, niewiele krótszy od przedplecza ryjek ma przed nasadą czułków wyraźny garb zaopatrzony w żeberko i podłużny dołek, rozszerzający się ku szczytowi. Czułki są tęgiej budowy, ale u samicy smuklejsze niż u samca. Równomiernie zagięte żuwaczki dość mocno wystają i mają skierowane ku przodowi włoski na swych przednich krawędziach. W walcowatych głaszczkach szczękowych człony wierzchołkowe są tak długie jak trzy pozostałe razem wzięte. Przedplecze cechują boki o słabym i równomiernym zaokrągleniu oraz stojące i nieco w przód nachylone owłosienie. Zarys tarczki jest trójkątny z zaokrąglonym tyłem. Mniej więcej dwukrotnie dłuższe niż szerokie pokrywy zwężają się od guzów barkowych ku zaokrąglonemu szczytowi i mają wąskie, sięgające połowy ich długości epipleury. Odnóża są smukłej budowy. Piąty z widocznych sternitów odwłoka (V wentryt) u samicy ma w części szczytowo-środkowej podłużną listewkę, a po bokach dołki o owłosionym dnie. U samca brak takich modyfikacji, a słabo wygięte prącie ma rozszerzony i ścięty wierzchołek.

## Biologia i występowanie

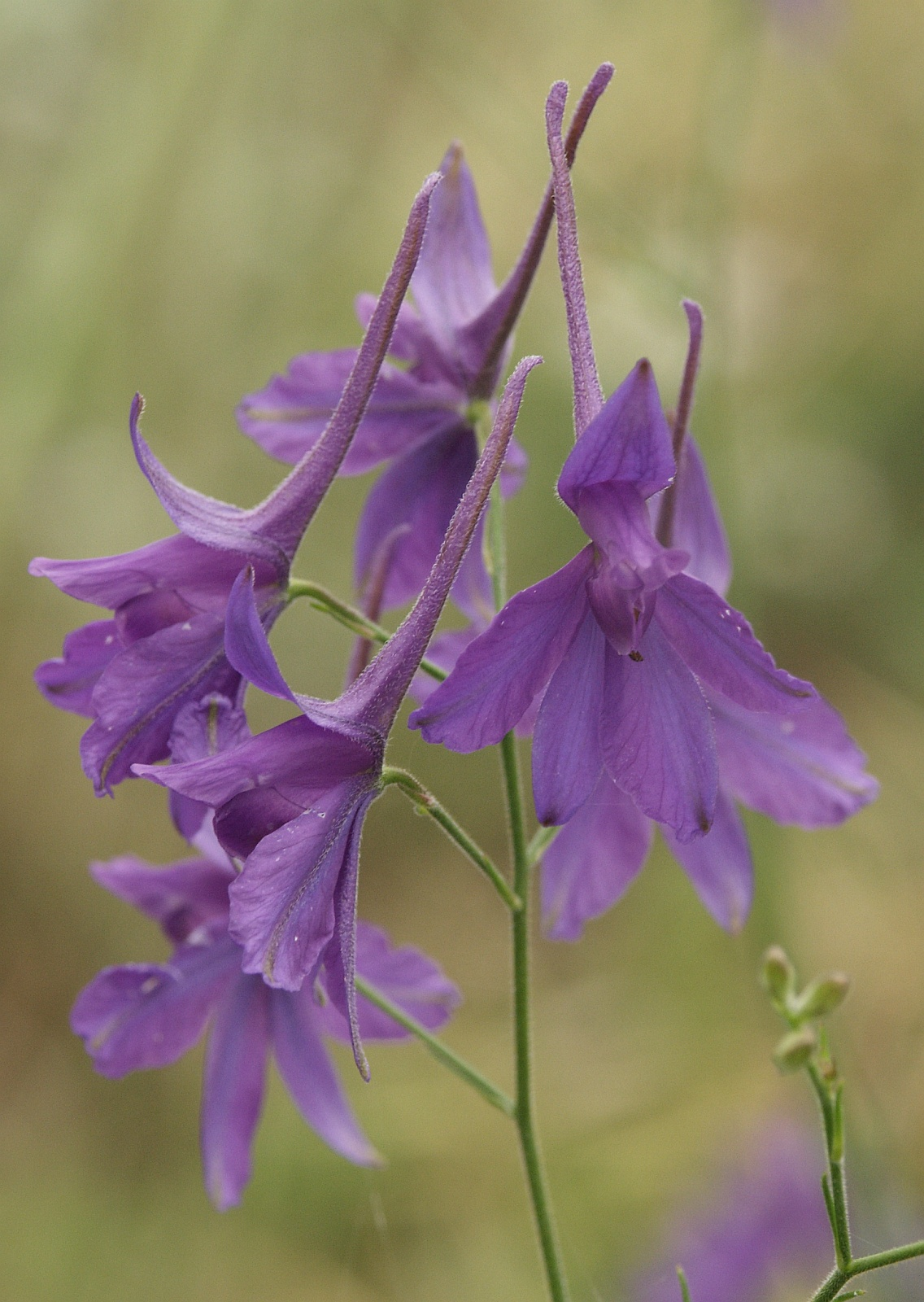
Kwiaty ostróźeczki polnej, rośliny żywicielskiej tego chrząszcza

Gatunek ten jest monofagiem, żerującym wyłącznie na ostróżeczce polnej. Owady dorosłe pojawiają się w maju i dożywają do sierpnia. Najliczniej obserwowane są w czerwcu i lipcu. Fruwają wokół kwiatów rośliny żywicielskiej i na nich kopulują. Żerują na pyłku, wgryzając się w główki pręcików oraz na nektarze, celem zdobycia którego przedziurawiają ostrogę korony kwiatowej. Samice składają jaja do młodych torebek. Larwy żerują na rozwijających się nasionach, a ich rozwój trwa od dwóch do trzech tygodni. Gdy torebka pęka, larwy wypadają do gleby i zagrzebują się w niej, by się przepoczwarczyć. Zimę spędzają w kulistym kokonie jako przedpoczwarki, natomiast przepoczwarczają na wiosnę następnego roku.
Owad zachodniopalearktyczny, w Europie znany z Francji, Belgii, Niemiec, Szwajcarii, Austrii, Włoch, Polski, Czech, Słowacji, Węgier, Ukrainy, Mołdawii, Rumunii, Bułgarii, Grecji i Rosji, a w Azji z Turcji, Azerbejdżanu i Armenii. W Polsce znany z niewielu stanowisk, głównie z południowej części kraju. W Czerwonej księdze gatunków zagrożonych Czech umieszczony został jako bliski zagrożenia (NT).
Siedliskiem występowania gatunku są stanowiska jego rośliny żywicielskiej, a więc zbocza, pobocza dróg i skraje lasu, przede wszystkim na glebach wapiennych i piaszczystych. Dawniej roślina ta była powszechniejsza, związana z uprawami zbóż, ale jej populacja została silnie przetrzebiona przez stosowane w ochronie przed chwastami herbicydy.